# 214 Aschera
214 Aschera este un asteroid din centura principală, descoperit pe 29 februarie 1880, de Johann Palisa.